# Lé La
Lé La je čtvrté studiové album brněnské skupiny Čankišou hrající hudbu stylu world music. Vyšlo v roce 2008 ve vydavatelství Indies Scope Records. Na CD se také nachází videoklip ke skladbě „Zuha“.

## Seznam skladeb
Všechny skladby napsal(i) Čankišou, pokud není uvedeno jinak. 
| Pořadí         | Název                 | Autor                                                              | Délka |
| -------------- | --------------------- | ------------------------------------------------------------------ | ----- |
| 1.             | Choros Apo Tin Amo    |                                                                    | 4:22  |
| 2.             | Zuha                  |                                                                    | 3:48  |
| 3.             | Caloubadia            | Alain Peters (Byin Maye version, Réunion)                          | 4:43  |
| 4.             | Mangé Pou Le Coeur    | Alain Peters (Byin Maye version, Réunion)                          | 5:32  |
| 5.             | Harampa Ríja          |                                                                    | 3:57  |
| 6.             | Borrega               |                                                                    | 5:09  |
| 7.             | Hajny                 |                                                                    | 4:35  |
| 8.             | Kardima Nomale        |                                                                    | 3:22  |
| 9.             | Lahore                | Sain Zahoor a Čankišou (inspirováno spoluprací v Lahore, Pákistán) | 3:56  |
| 10.            | Kustino Oro           | balkánský tradicionál (Byin Maye a Čankišou version, Réunion)      | 5:08  |
| 11.            | www.bwindiorphans.org | ugandský tradicionál (Čankišou version)                            | 4:15  |
| Celková délka: | Celková délka:        | Celková délka:                                                     | 49:10 |

## Obsazení
Čankišou
- Karel Heřman – zpěv
- Zdeněk Kluka – bicí, perkuse, akordeon, zpěv
- David Synák – flétny, didjeridoo, altsax, sopránsax, vokály
- Martin Krajíček – mandolína, kytary, vokály
- Jan Kluka – bicí, perkuse, vokály
- Roman Mrázek – baskytara, vokály
- René Senko – tenorsax, vokály

Hosté
- Sain Zahoor – zpěv (2)
- Petr Váša – scat (8)
- Ivo Zoubek – trumpeta (10)
- Terezie Pekaříková – trombón (3, 10)
- Helena Macháčková – příčná flétna (10)